# Алей (сын Афиданта)
Але́й (др.-греч. Ἀλεός) — персонаж древнегреческой мифологии. Царь Тегеи. Сын Афиданта. Жена Неэра (либо Клеобула). Дети (Алеады) Авга, Кефей и Ликург (либо Ликург, Амфидамант, Кефей и Авга). Наследовал отцу. После смерти Эпита принял царскую власть. Построил храм Афины Алеи в Тегее и воздвиг для себя дворец, основал города Тегея и Алея. Дом Алея показывали в Тегее.
Действующее лицо трагедии Еврипида «Авга».